# Ian Fleming
Ian Lancaster Fleming (n. 28 mai 1908, Greater London, Anglia, Regatul Unit al Marii Britanii și Irlandei – d. 12 august 1964, Canterbury, Anglia, Regatul Unit) a fost un scriitor și jurnalist britanic, cunoscut pentru crearea lui James Bond și elucidarea aventurilor acestuia în 12 romane și 2 povestiri scurte. Cu circa 100 de milioane de exemplare vândute în toata lumea, lucrările despre spionul britanic sunt incluse în lista celor mai bine vândute cărți. Fleming a mai scris două cărți și povestea pentru copii “Chitty-Chitty-Bang-Bang”.
În timp ce lucra pentru Divizia de Inteligență Navală în cel de-al Doilea Război Mondial, Fleming a fost implicat în plănuirea operațiunii „Goldeneye”. Serviciul lui militar din timpul războiului și cariera de jurnalist l-au ajutat în crearea fundalului și a detaliilor pentru nuvelele cu James Bond.
A fost însurat cu Ann Charteris, care divorțase de Esmond Harmsworth, viconte de Rothermere. Fleming și Charteris au avut un fiu, Caspar. Fleming a fost un fumător și băutor înrăit; a murit în 1964, la 56 de ani, din cauza unui atac de cord. Două dintre cărțile lui cu James Bond au fost publicate postum. James Bond a apărut în douăzeci și cinci de filme, și a fost jucat de șapte actori.

## Biografie

### Anii tinereții
Ian Fleming se naște la Mayfair, Londra, în familia lui Valentine Fleming, membru al Parlamentului, și a soției acestuia, Evelyn St. Croix Rose. Ian este fratele mai mic al scriitorului-călător Peter Fleming, și fratele mai mare a lui Michael și Richard Fleming. Acesta, de asemenea, a avut și o soră vitregă, Amaryllis.
Își face studiile la Durnfold, o școală privată din Dorset, mai târziu la Sunningdale, în Berkshire, Colegiul Eton, și la Academia Militară Regală din Sandhurst. Ultima dintre acestea nu îi este pe plac și o abandonează, pentru ca mama să-l trimită apoi pe continent să studieze limbile străine. La început, o face la o instituție privată din Kitzbühel, Austria, condusă de adepții lui Phyllis Bottome, unde își îmbunătățește germana, și se pregătește pentru examenele de la Departamentul pentru Afaceri Externe al Regatului Unit. După aceea, își face studiile la Universitatea din München, și la final, la Universitatea din Geneva, unde își ridică nivelul de cunoștințe al limbii franceze. Nu reușește să aplice la Departamentul pentru Afaceri Externe, și lucrează ca editor-adjunct și ca jurnalist la agenția de știri Reuters. Călătorește, în 1933, la Moscova, unde ratează, din păcate, să obțină un interviu cu Stalin. Lucrează, mai apoi, ca agent-bursier, cu Rowe & Pitman, la Bishopsgate.

### Al Doilea Război Mondial
În 1939, Fleming este recrutat în Armata Regală, ca asistent personal al amiralului John Godfrey. La început, este locotenent în rezervă, apoi locotenent-comandant, și, în cele din urmă comandant, cu codul personal 17F.
În 1940, Fleming și Godfrey i se adresează lui Kenneth Mason, profesor de geografie la Oxford, pentru pregătirea rapoartelor destinate așezării geografice a țărilor ce iau parte la operațiunile militare. Mai târziu, este inițiatorul „Operațiunii Neîndurare”, care are scopul de a obține documentele secrete ale Flotei Maritime Germane. Aceasta are loc prin prăbușirea unui avion german Heinkel, în Canalul Mânecii. Apoi, echipajul britanic, îmbrăcat în uniformele aviației germane, este preluat de o navă petrolieră germană. Supraviețuitorii vor omorî echipajul german, și vor jefui nava, astfel obținând informația necesară. Din cauza mustrărilor lui Alan Turing și a lui Peter Twinn, un asemenea lucru nu se va mai întâmpla niciodată. Fiica lui Fleming, Lucy, a declarat la emisiunea „The Bond Correspondence”, difuzată la Radio BBC în data de 24 mai 2008, că s-ar fi înecat o flotă întreagă, dacă ar fi prăbușit un avion ca Heinkel-ul.
Fleming mai formulează Operațiunea „Goldeneye”, pentru a menține comunicarea cu Gibraltarul, planul de apărare în cazul unei invazii germane a Spaniei. În 1941, el s-a înțeles cu William J. Donovan în legătură cu cooperarea americană în cazul acelei invazii.
În 1944, Fleming obține controlul asupra unei unități specializate de comandanți, cunoscută sub denumirea de "Unitatea 30 de Asalt". Nu este nici fondator, nici comandant, ci planificator. Acesta a avut idei referitoare la locul de dislocare a echipamentului și informației inamicului, care ar fi fost de folos Forțelor Aliate. Astfel, unitatea era formată din echipe de comandanți antrenați pentru a ținti sediile centrale ale inamicului, să secretizeze informația și unitățile de echipament cu o astfel de inteligență, cu care un simplu soldat ar fi capabil să o avarieze, sau chiar să o distrugă.
Unitatea nu a lucrat de una singură, ci în colaborare cu orice forță avea nevoie să colaboreze cu ei. La etapa finală, echipele erau antrenate și echipate corespunzător, pentru a fi capabile să atace singure sediile, și să obțină orice fel de informație, înaintea inamicului. Fleming a avut acces indirect la aceste operațiuni, deoarece ele au avut loc în Marea Mediterană. Succesele obținute acolo îl fac să fie demn de încredere "în ochii" Flotei Maritime. Astfel, organizația este extinsă și primește sarcini concrete, pe care trebuie să le îndeplinească. Fleming este cel ce coordonează aceste acțiuni.
Acesta vizitează formațiunea, și constată că ea nu este utilizată conform normelor pe care trebuie să le îndeplinească, astfel având pierderi de specialiști calificați. Activitatea este revizuită după această întâlnire. 
Mai târziu, Fleming lucrează cu forțele secrete ale Marii Britanii, care includeau laboratoare nucleare și centre de cercetare. Un mare succes l-a constituit atacul portului german Kiel, unde au fost luați prizonieri angajați ai Centrului de construcție a rachetelor, proiectilelor și a avioanelor cu reacție. Unele dintre aceste elemente sunt folosite în nuvela „Moonraker” (1955) din seria James Bond.

### Cariera de scriitor

Schița a lui Fleming care arată conceptul acestuia asupra caracterului lui James Bond

Activitatea lui Fleming a constituit baza nuvelelor despre agentul secret James Bond. În 1953, acesta publică prima nuvelă „Casino Royale”, în care este, pentru prima dată prezent, agentul secret James Bond, cunoscut sub numele de cod „Agentul 007”. Personajul dat este inspirat din personalitatea lui Sir William Stephenson, care a instalat Camp X (instalație paramilitară), a ofițerului flotei militare Patrick Dalzel, cât și a fratelui autorului, Peter.
„Casino Royale”: Bond apare cu frumoasa Vesper Lynd, care este modelată pe baza agentului Krystyna Skarbek. Ideile referitor la personaje și amplasare sunt venite din timpurile petrecute la "Boodle's Blades" (unde Bond este oaspete ocazional). Numele personajului principal e inspirat de la ornitologul James Bond, care îi permite lui Fleming să utilizeze moșia lui și a soției sale din Jamaica, pentru a scrie. Familia Bond; niște meșteșugari înstăriți, a căror proprietate din Pennsylvania a devenit baza Colegiului din Montgomery. Fleming utilizează denumirea după ce citește „Păsările Indiilor de Vest” (1936).
La început, nuvelele lui Fleming nu se bucură de cea mai mare popularitate în Statele Unite, dar după ce președintele Kennedy include în lista cărților sale favorite „From Russia with Love”, vânzările cresc considerabil. Scrie 14 nuvele, iar succesul financiar obținut îl face să se oprească la „Goldeneye”, care este inspirată din operațiunea militară la care a participat, cât și din cartea lui Carson McCullers.
„The Spy Who Loved Me” (1962), derivă stilistic din celelalte cărți despre James Bond, deoarece este scrisă la persoana întâi de către protagonista Vivienne Michel, pe care Fleming o consideră co-autoare. Este istoria vieții ei, până când îl întâlnește pe James Bond.
În afară de James Bond, Fleming mai scrie și o poveste pentru copii, un ghid al celor mai captivante orașe din lume, un studiu de criminologie, și o expunere a evenimentelor „Marea dezordine din Istanbul”, publicată în „The Times”, la 11 septembrie 1955.
În 1961, vinde drepturile de autor lui Harry Saltzman și Albert R. Broccoli pentru filmările seriei James Bond, care dau naștere filmului Dr. No, unde Sean Connery joacă rolul principal. Filmul are un succes neașteptat, devenind deodată o senzație mondială, mărind constant bugetul și profiturile prin difuzările repetate. „From Russia with Love” este al doilea film cu James Bond, care aduce profit dublu, și care este ultimul vizionat de Fleming.

## Viața personală
Fleming a fost mare bibliofil, el colecționând practic o întreagă librărie cu cărți, care, după părerea sa, „au fost începutul a ceva”, ele fiind astfel importante pentru istoria civilizației occidentale. Ele conțineau subiecte de istorie, știință, tehnologie. Circa 600 de cărți ale lui se păstrează la biblioteca Universității din Indiana, Statele Unite.
În 1952, s-a căsătorit cu Ann Charteris. În mai 1960, s-a întâlnit cu președintele Statelor Unite, John F. Kennedy, prin intermediul unui prieten, și este invitat la cină. După această întâlnire, Fleming îl discreditează pe Fidel Castro din lucrările sale.

## Decesul

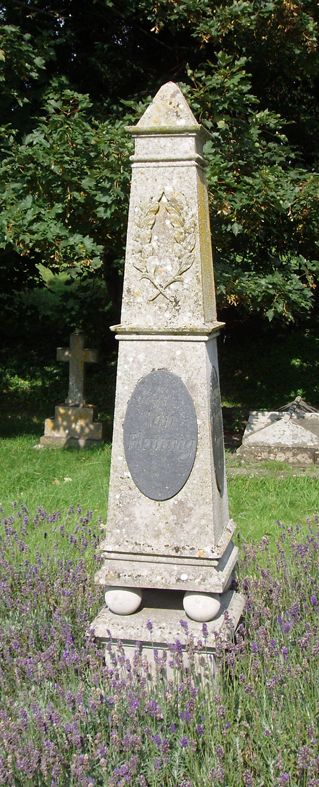
Mormântul și memorialul lui Ian Fleming din Sevenhampton, Wiltshire

În 1961, Fleming, mare iubitor de tutun (la 53 de ani, el obișnuia să fumeze până la 70 de țigări pe zi) și de alcool, suferă un atac de cord. La 12 august 1964, când fiul său Caspar împlinea 12 ani, se stinge din viață la Kent, Canterbury, din cauza unui alt atac. Este înmormântat în cimitirul din localitatea Sevenhampton, Wiltshire. Lângă el sunt înmormântați soția Ann, și fiul Caspar, care s-a sinucis, în anul 1975, în urma unei supradoze.

## Moștenire
The Eon Productions a început seria filmelor cu James Bond în 1962, cu Dr. No. Împreună cu cele două filme non-Eon, s-au realizat douăzeci și cinci de filme, cel mai recent, No Time to Die, lansat în septembrie 2021. The Eon Productions a încasat aproximativ 7,8 miliarde $ mondial, făcând-o a doua cea mai profitabilă serie, după Harry Potter.
În 2011, aeroportul Boscobel din Jamaica a fost numit în cinstea lui Aeroportul Internațional „Ian Fleming” (Ian Fleming International Airport).

## Lucrări
- Casino Royale (1953, Casino Royale)
- Live and Let Die (1954, Pe cine nu lași să moară...)
- Moonraker (1955, Moonraker)
- Diamonds Are Forever (1956, Diamante pentru totdeauna)
- From Russia with Love (1957, Din Rusia, cu dragoste)
- The Diamond Smugglers (1957)[23]
- Dr. No (1958, Dr. No)
- Goldfinger (1959, Goldfinger)
- For Your Eyes Only (1960, Doar pentru ochii tăi)
- Thunderball (1961, Operațiunea Thunderball)
- The Spy Who Loved Me (1962, Spionul care m-a iubit)
- On Her Majesty's Secret Service (1963, În Servicul Secret al Maiestății Sale)
- Thrilling Cities (1963)[24]
- You Only Live Twice (1964, A doua șansă/Trăești numai de două ori)[25][26]
- Chitty-Chitty-Bang-Bang (1964)[27]
- The Man with the Golden Gun (1965, Bărbatul cu pistolul de aur)
- Octopussy and The Living Daylights (1966, Caracatița)